# Titus Geganius Macerinus
Titus Geganius Macerinus (* um 525 v. Chr. in Rom; † nach 492 v. Chr.) war ein römischer Politiker im frühen 5. Jahrhundert v. Chr.
Über Geganius ist nur sein Konsulat im Jahr 492 v. Chr. bekannt, das er zusammen mit Publius Minucius Augurinus bekleidet haben soll. Während seiner Amtszeit soll in Rom eine große Hungersnot geherrscht haben.